# Пашков, Юрий Васильевич
Юрий Васильевич Пашков (18 декабря 1930, Кострома — 4 апреля 2017, Смоленск) — советский и российский поэт, краевед, журналист, редактор, почётный гражданин Смоленска.

## Биография
В 1944 году вместе с семьей переехал из Костромы в Рославль. В том же году он окончил Рославльскую среднюю школу № 1, а в 1953 году — филологический факультет Московского государственного университета. Во время учёбы познакомился с Константином Симоновым, Сергеем Наровчатовым, Семёном Гудзенко и другими поэтами, а на последних курсах начинает работать в газете «Московский комсомолец». 
С 1953 года жил в Смоленске, работал в газетах «Смена» и «Рабочий путь». В 1959 году вышла его первая книга стихотворений «Земная радость». В 1963 году принял участие в поэтическом семинаре Всесоюзного совещания молодых писателей, итогом стала рекомендация в Союз писателей СССР от Ярослава Смелякова.

## Творческая и общественная деятельность
В общей сложности опубликовал 25 книг поэзии и прозы, общий тираж изданной литературы составил свыше 150 тысяч экземпляров. Его книги издавались в Москве и Смоленске, стихи публиковались в журналах и входили в столичные коллективные сборники и антологии. Литератор вёл активную популяризацию творчества смолян: писал статьи, посвящённые творчеству Александра Твардовского, Михаила Исаковского и Николая Рыленкова. 
С 1970 по 1980 год возглавлял Смоленскую областную организацию Союза писателей СССР. В этот период наладил связи с писательскими организациями Белоруссии, Украины и Польши, благодаря чему произведения смоленских авторов стали печататься за рубежом. Длительное время состоял в редакционном совете издательства «Современник», был главным редактором газеты «Вдохновение». В 1980 году создал в Смоленске литературное объединение «Родник», которое дало путёвку в литературную жизнь многим поэтам. Являлся автором сценария документального фильма о Смоленске «На семи холмах» (1983).
Продолжал активную творческую и общественную деятельность и после распада СССР. В 2002 году совместно с А. Александровым составил антологию «Смоленская лира», куда включил лучшие произведения смоленских поэтов, написанные в XX веке. В 2005 году им был подготовлен справочник «Книги. Даты. Жизнь» о жизни и творчестве прозаиков и поэтов Смоленской организации Союза писателей России.
Похоронен на Одинцовском кладбище Смоленска.17 декабря 2021 года на доме № 27 а по ул.Кирова,где жил поэт,установлена мемориальная доска.

## Награды и звания
- Медаль «За доблестный труд. В ознаменование 100-летия со дня рождения В. И. Ленина» (31 марта 1970 года)
- Почётный гражданин города-героя Смоленска (2007)[4]
- Всероссийская литературная премия имени А. Т. Твардовского (1998)
- Всероссийская литературная премия имени Н. А. Заболоцкого (2005)